# شركة لوكهيد
شركة لوكهيد (بالإنجليزية: Lockheed Corporation)‏ (أصلا (بالإنجليزية:  Loughead Aircraft Manufacturing Company)‏) هي شركة أمريكية لصناعة الطائرات. أنشأت الشركة في عام 1912 وتم دمج الشركة مع مارتن ماريتا في عام 1995 لتصبح الشركة لوكهيد مارتن. بدأت الشركة بإنتاج طائرة إف-16 فايتينغ فالكون منذ عام 1993.

## من انتاجها
- إف-16 فايتينغ فالكون
- لوكهيد إل-1011 تراى ستار
- لوكهيد كونستليشن
- لوكهيد بي-38 لايتنغ
- سي-130 هيركوليز

### طائرات من دون طيار
- آر كيو-170 سنتينال